# غار سینه آفتاب شماره ۱
غار سینه آفتاب شماره ۱ مربوط به دوران پارینه‌سنگی است و در ۵ کیلومتری شمال شرقی مرودشت واقع شده و این اثر در تاریخ ۲ آبان ۱۳۸۲ با شمارهٔ ثبت ۱۰۵۳۱ به‌عنوان یکی از آثار ملی ایران به ثبت رسیده است.